# Seleção Argentina de Hóquei sobre a grama feminino
A Seleção Argentina de Hóquei Sobre a Grama Feminino é a equipe que representa a Argentina em competições internacionais da modalidade. Las Leonas é a alcunha dada ao selecionado argentino de hóquei sobre a grama feminino.
Atualmente a seleção feminina está no top 3 do mundo, segunda no ranking mundial de acordo com a Federação Internacional de Hóquei (FIH).
Teve grandes jogadoras com influência internacional como Luciana Aymar, apelilada de La Maga ("A Maga"), seu desempenho a levou para ser escolhida como melhor jogadora do ano oito vezes, seis a mais que a australiana Alyson Annan.

Jogadoras 2022
- Belén Succi
- Sofía Toccalino
- Agustina Gorzelany
- Agostina Alonso
- María José Granatto
- Rocío Sánchez Moccia
- Victoria Sauze
- Agustina Albertario
- Victoria Granatto
- Eugenia Trinchinetti
- Valentina Raposo
- Julieta Jankunas
- Clara Barberi
- Valentina Costa Biondi
- María Emilia Forcherio
- Delfina Thome
- Valentina Marcucci
- Jimena Cedrés

## Títulos

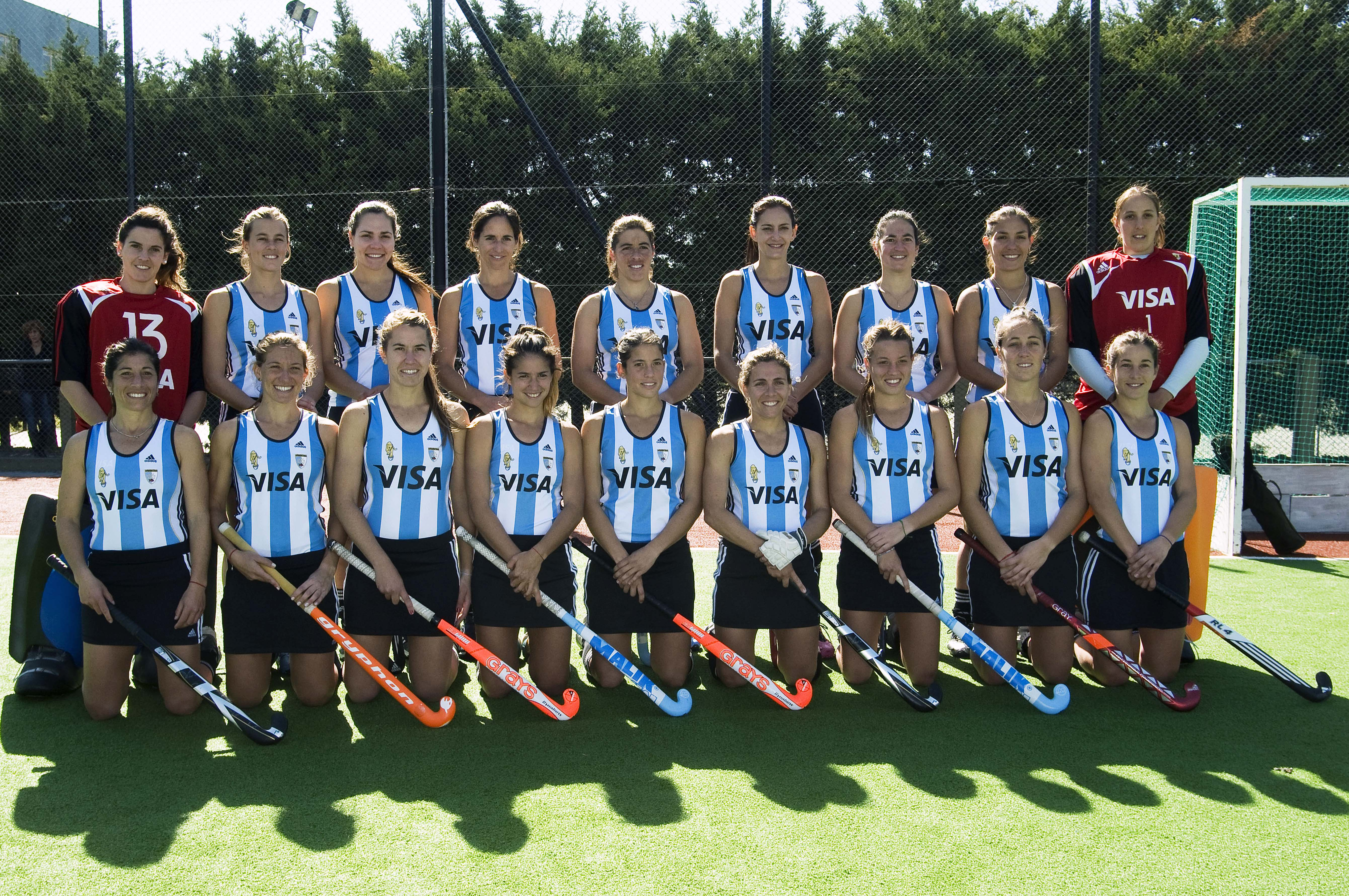
Las Leonas em 2010

- Campeonato Mundial (2): 2002 e 2010
- Jogos Olímpicos: prata em 2000, 2012 e 2020, bronze em 2004, 2008 e 2024
- Champions Trophy (7): 2001, 2008, 2009, 2010, 2012, 2014 e 2016
- Liga Mundial (1): 2014-15
- Liga Profissional (1): 2021-22
- Jogos Pan-Americanos (6): 1987, 1991, 1995, 1999, 2003, 2007, 2019 e 2023
- Copa Pan-Americana (5): 2001, 2004, 2009, 2013, 2017, 2022
- Campeonato Sul-Americano (6): 2003, 2006, 2008, 2010, 2013, 2014 e 2018